# Камбович Ілля Валерійович
Ілля Валерійович Камбович (3 березня 1989, м. Мінськ, СРСР) — білоруський хокеїст, нападник. Виступає за «Шахтар» (Солігорськ) у Білоруській Екстралізі. 
Виступав за ХК «Вітебськ-2», ХК «Вітебськ», «Шинник» (Бобруйськ).
Досягнення
- Срібний призер чемпіонату Білорусі (2010).